# Eraser
Eraser is een Amerikaanse actiefilm uit 1996 van Chuck Russell. De hoofdrollen zijn voor Arnold Schwarzenegger en Vanessa L. Williams.
Eraser werd genomineerd voor een Academy Award voor Geluidseffectbewerking in 1997. De film kostte ongeveer $100.000.000, en was daarmee zeer prijzig. Toch werd dit bedrag ruim terugverdiend: in de Verenigde Staten bracht de film $101.295.562 op, en met de buitenlandse inkomsten van $141.000.000 bedroeg de totale opbrengst $242.295.562.

## Verhaal
Schwarzenegger speelt de Amerikaan John Kruger, een U.S. Marshal. Hij wordt aangesteld om Dr. Lee Cullen (Vanessa Williams) te beschermen, die werkt voor Cyrez Corporation, een geheime wapenfabrikant. Wanneer Cullen een verbond sluit met de FBI, om met bewijzen te komen dat Cyrez illegaal wapens maakt, is het de taak aan Kruger om haar de beveiligen en haar volledige identiteit te wissen, zodat niemand haar kan achterhalen.

## Rolverdeling
| Acteur                | Personage                  | Opmerkingen |
| --------------------- | -------------------------- | ----------- |
| Hoofdrollen           |                            |             |
| Arnold Schwarzenegger | John Kruger                |             |
| Vanessa L. Williams   | Dr. Lee Cullen             |             |
| James Caan            | Robert Deguerin            |             |
| Robert Pastorelli     | Johnny C.                  |             |
| James Coburn          | Chief Beller               |             |
| Bijrollen             |                            |             |
| James Cromwell        | William Donohue            |             |
| Andy Romano           | Daniel Harper              |             |
| Joe Viterelli         | Tony Two-Toes              |             |
| Olek Krupa            | Sergei Ivanovich Petrofsky |             |
| Nick Chinlund         | WITSEC Agent Calderon      |             |
| Michael Papajohn      | WITSEC Agent Schiff        |             |
| Mark Rolston          | J.Scar                     |             |
| John Slattery         | FBI-agent Corman           | Filmdebuut  |

## Prijzen en nominaties
In 1997 won Eraser de BMI Film Music Award en is de film twee keer genomineerd:
- BMI Film Music Award: Alan Silvestri
- Nominatie Academy Award: Beste geluidseffectbewerking: Alan Robert Murray en Bub Asman
- Nominatie MTV Movie Award: Beste actiescènes: Arnold Schwarzenegger (voor zijn vrije vallen)

## Trivia
- John Kruger zou aanvankelijk gespeeld worden door Robert De Niro.
- Na het opnemen van de film maakte het bedrijf "Cyrix" bezwaar tegen het gebruik van de naam "Cyrex" in de film voor een wapenfabrikant. Omdat de film al geheel was opgenomen, werd telkens wanneer de naam "Cyrex" viel deze veranderd naar "Cyrez". Hiervoor moesten de acteurs stukken tekst opnieuw inspreken, en de makers moesten met behulp van de computer alle beelden bewerken.
- De film werd uitgebracht door Sony op laserdisk. Sony kreeg een enorme berg kritiek over zich heen omdat de schijfjes van zulke lage kwaliteit waren.